# Dorothée de Brandebourg-Kulmbach
Pour les articles homonymes, voir Dorothée de Brandebourg.
Titres
Reine consort de Danemark
28 octobre 1449 – 21 mai 1481
(31 ans, 6 mois et 23 jours)
Reine consort de Danemark
12 septembre 1445 – 5 janvier 1448
(2 ans, 3 mois et 24 jours)
Reine consort de Norvège
28 octobre 1449 – 21 mai 1481
(31 ans, 6 mois et 23 jours)
Reine consort de Norvège
20 juillet 1450 – 21 mai 1481
(30 ans, 10 mois et 1 jour)
Reine consort de Suède
23 juin 1457 – 23 juin 1464
(7 ans)
Reine consort de Suède
12 septembre 1445 – 5 janvier 1448
(2 ans, 3 mois et 24 jours)
Dorothée de Brandebourg (en allemand : Dorothea von Brandenburg-Kulmbach), née le 31 décembre 1430 à Brandebourg (principauté de Bayreuth)  et décédée le 25 novembre 1495 à  Kalundborg (union de Kalmar), a épousé Christophe de Bavière, puis Christian Ier de Danemark. Elle est également connue sous les noms de Dorothée d'Hohenzollern et de Dorothée Achillies.

## Biographie
Elle est née en 1430, fille du margrave Jean IV de Brandebourg-Külmbach, et de Barbara de Saxe-Wittenberg (de), fille de Rodolphe III de Saxe. Elle avait deux sœurs: Barbara (1423-1481), qui devint marquise de Mantoue, et Élisabeth (14??-1451), qui épousa Joachim Ier Mlodszy, duc de Poméranie (14??-1451).
Elle épousa d'abord Christophe de Bavière, roi de Danemark, de Norvège et de Suède le 12 septembre 1445.
À la mort de celui-ci, elle épousa son successeur, le roi Christian Ier de Danemark, le  28 octobre 1449. Elle eut cinq enfants lors de ce deuxième mariage :
- Olaf, (1450-1451) ;
- Knud, (1451-1455) ;
- Jean (1455-1513), qui deviendra roi de l'union de Kalmar (1481-1513) à la mort de son père : Père de Christian II, qui sera détrôné dès 1523 et dont le règne verra la fin de l'union de Kalmar ;
- Marguerite de Danemark (1456-1486), qui deviendra en 1469 reine d'Écosse en épousant Jacques III d'Écosse : elle est la mère de Jacques IV d'Écosse et l'ancêtre de tous les rois d'Écosse à partir de 1488. Son arrière-arrière petit-fils Jacques VI d'Écosse deviendra également roi d'Angleterre en 1603 ;
- Frédéric Ier, (1471-1533), Duc de Schleswig-Holstein à partir de 1490, il deviendra roi de Danemark et de Norvège (1523-1533) après l'exil de son neveu, Christian II.
 Père, entre autres, de :
  - Christian III, (1503-1559), roi de Danemark et de Norvège (1534-1559). Père entre autres de :
    - Frédéric II, (1534-1588), roi de Danemark et de Norvège (1559-1588), d'où la suite des rois de Danemark et de Norvège : Christian IV, Frédéric III, Christian V, Frédéric IV, Christian VI, Frédéric V…
    - et Jean le Jeune (1545-1622), duc de Schleswig-Holstein-Sonderbourg (1564-1622) (Maison de Slesvig-Holstein-Sonderbourg) : sa branche accède aux trônes de Danemark (Christian IX en 1863), de Grèce (Georges Ier en 1863) et de Norvège (Haakon VII en 1905) ;

  - et Adolphe (1526-1586), duc de Holstein-Gottorp (1544-1586), dont sont issus les tsars de Russie à partir de Pierre III (1762), sous le nom de Romanov.

Elle soutint son fils cadet, Frédéric, contre son fils aîné, Jean, dans ses prétentions aux duchés de Schleswig et d'Holstein et elle y réussit partiellement, Frédéric en ayant reçu la moitié. Elle échoua en revanche à faire diviser de la même manière la Suède et la Norvège.

### Fin
La reine Dorothée mourut le 25 novembre 1495 et est enterrée à côté de son mari, dans la cathédrale de Roskilde.

## Généalogie

### Armes

Armoiries de la princesse Dorothée de 1430 à 1445.
Armoiries de la reine Dorothée de 1445 à 1448.
Armoiries de la reine Dorothée de 1460 à 1481.